# Język irlandzki
Język irlandzki, język iryjski (Gaeilge, wym. [ˈɡeːlʲɟə]) – język z grupy goidelskiej języków celtyckich, język narodowy Irlandczyków. Język urzędowy Republiki Irlandii (obok angielskiego).
W 2011 około 1,77 miliona mieszkańców Irlandii zadeklarowało, że posiada jakąkolwiek znajomość swojego języka narodowego, wyniesioną głównie ze szkolnych lekcji. Na co dzień używa go ok. 77 tys. osób, z czego ponad 66 tysięcy w regionach Gaeltacht, zaś liczba osób deklarujących używanie języka rzadziej niż codziennie wynosi ponad 700 tysięcy.
Wiele nazwisk i nazw miejscowości irlandzkich pochodzi z właśnie tego języka, np.:
- Belfast – Béal Feirste – Zatoka piaszczystych brzegów,
- Cork – Corcaigh – Bagno,
- Ennis – Inis – Wyspa.

Do zapisu języka irlandzkiego używa się alfabetu łacińskiego. Do niedawna w powszechnym użyciu był dość odmienny od powszechnie przyjętego w piśmie łacińskim krój liter, nazywany alfabetem irlandzkim, który także obecnie jest używany, aczkolwiek sporadycznie. We wczesnym średniowieczu do zapisu języka (staro)irlandzkiego używane było pismo ogamiczne. Najstarsze inskrypcje zapisane właśnie tym pismem pochodzą z V wieku.
Przodkiem języka irlandzkiego jest język staroirlandzki, który dał początek także szkockiemu gaelickiemu oraz językowi manx. Shelta to język mieszany powstały w wyniku intensywnego angielsko-irlandzkiego kontaktu językowego.

## Historia języka
Historia języka irlandzkiego sięga 2500 lat. Najstarsze zapisy zachowały się na grobowcach w piśmie ogamicznym. O języku staroirlandzkim można mówić dopiero począwszy od VII wieku n.e. Był to język bogatej literatury, głównie poezji i epiki. Język ten przetrwał do X wieku, kiedy to na tyle różnił się już od języka mówionego niższych warstw społecznych, że poza tworzoną w ośrodkach monastycznych literaturą, był już praktycznie językiem martwym. Na bazie dialektów mówionych rozwinął się wówczas język średnioirlandzki, istniejący aż do XIII wieku.
Przez kolejne 400 lat używano normy literackiej języka irlandzkiego określanej często mianem języka wczesnonowoirlandzkiego lub klasycznego irlandzkiego. Był to przede wszystkim język literatury, szczególnie w końcowym okresie swojego rozwoju znacznie różnił się od języka mówionego.
Począwszy od XVII wieku, głównie z powodu utraty przez Irlandię suwerenności na rzecz Anglii, literatura w języku irlandzkim zaczęła zanikać, a wraz z nią ów sztuczny literacki język. Prowadzone przez Anglików próby zniszczenia całej kultury irlandzkiej (m.in. poprzez wprowadzenie szkolnictwa angielskiego) przyczyniły się też do powolnego upadku mówionych dialektów irlandzkich. Dzieła dopełnił wielki głód spowodowany zarazą ziemniaczaną w latach 1846-1848, kiedy wielu Irlandczyków opuściło ojczyznę, udając się za ocean. Prawdopodobnie jeszcze w 1600 roku język irlandzki był jedynym środkiem komunikacji na całej wyspie z wyjątkiem głównych, opanowanych przez Anglików ośrodków miejskich na wschodnim wybrzeżu. W 1851 roku pierwszy powszechny spis ludności ujawnił, że językiem tym posługuje się niespełna jedna czwarta mieszkańców wyspy. Byli to głównie ubodzy wieśniacy, nieumiejący czytać i pisać.
Język irlandzki jawił się w połowie XIX wieku jako język ubogich warstw społecznych, co w połączeniu z negatywnym nastawieniem kleru katolickiego (widzącego w nim narzędzie prozelityzmu protestanckiego), przyczyniło się do jego dalszego odwrotu na rzecz języka angielskiego. Dopiero pod koniec XIX i na początku XX wieku język irlandzki wrócił do łask. Powstały pierwsze instytucje zajmujące się jego propagowaniem, takie jak Liga Gaelicka (irl. Conradh na Gaeilge) pod przewodnictwem Douglasa Hyde’a. Od czasu ogłoszenia przez Irlandię niepodległości w 1922 roku rozpoczęto działania mające na celu obronę języka.
W 1998 irlandzki stał się językiem urzędowym w Irlandii Północnej.
Obecnie władze irlandzkie dążą do upowszechnienia języka irlandzkiego. W 2003 roku przyjęto ustawę o oficjalnym języku (Official Languages Act 2003), na mocy której m.in. ustalono, że wszystkie obiekty geograficzne w Irlandii muszą posiadać nazwy irlandzkie. Nazwy te mogą pojawiać się w oficjalnych dokumentach urzędowych (także angielskojęzycznych), a w przyszłości nazwy angielskie mogą być pomijane na urzędowych mapach topograficznych i znakach drogowych.
Od 1 stycznia 2007 roku język irlandzki jest także jednym z 24 oficjalnych języków Unii Europejskiej.

### Obecna sytuacja

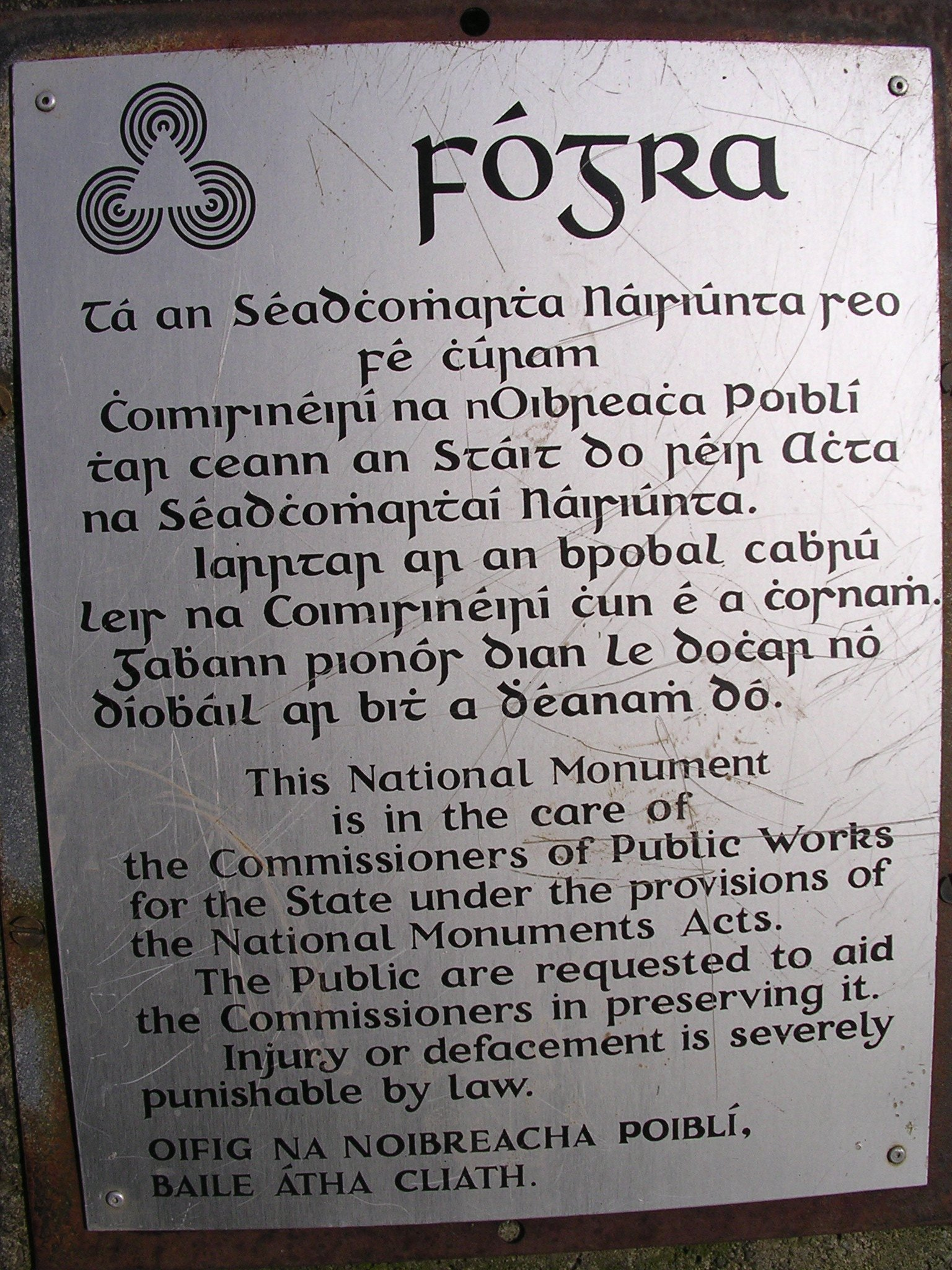
Tablica informacyjna w językach irlandzkim (sprzed reformy) i angielskim.

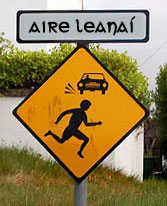
Współczesny znak drogowy „Uwaga dzieci”.

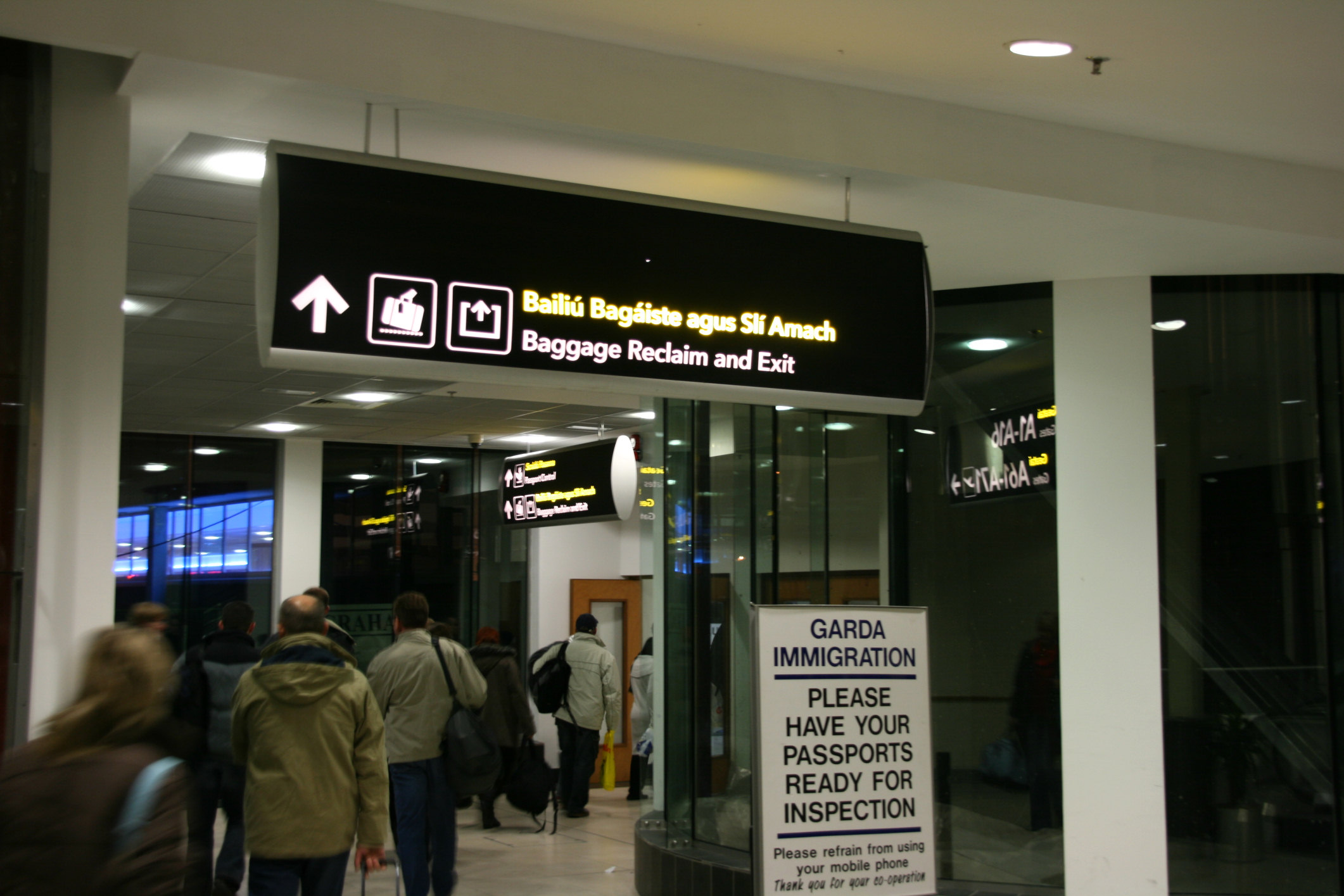
Napisy w języku irlandzkim i angielskim na lotnisku w Dublinie.

Irlandzki jest dziś językiem powszechnie nauczanym w szkołach, a spora część Irlandczyków deklaruje, że potrafi się nim do pewnego stopnia posługiwać. W całej Irlandii (od 2005 roku także w Irlandii Północnej) dostępny jest kanał telewizyjny (TG4) nadający program telewizyjny wyłącznie w języku irlandzkim. Istnieją także stacje radiowe oraz ukazują się w tym języku książki i czasopisma.
Niemniej jednak bardzo niewielka część społeczeństwa irlandzkiego używa języka irlandzkiego na co dzień, za co odpowiadają kolejne rządy irlandzkie, niezainteresowane przez wiele lat ojczystym językiem. Dopiero w ostatnich kilku latach irlandzcy politycy zaczęli wdrażać programy na rzecz zachowania i rozwoju języka irlandzkiego.
Zaliczenie testu ze znajomości języka irlandzkiego konieczne jest m.in. przy ubieganiu się o pracę w Garda (policji), szkole czy przy egzaminach wstępnych na część uniwersytetów (w Dublinie i Galway).

## Dialekty
Język irlandzki dzieli się obecnie na 3 podstawowe dialekty: munsterski (Cúige Mumhan), Connacht (Cúige Chonnacht) i ulsterski (Cúige Uladh). Występują między nimi znaczne różnice w składni, morfologii i leksyce. Czwarty dialekt, leinsterski, wymarł na początku XX wieku.
W latach 50. XX wieku opracowano standardową formę literacką irlandzkiego (An Caighdeán Oifigiúil), opartą głównie na dialekcie Connacht.

### Porównanie różnic międzydialektalnych
Zwrot „jak się masz”:
- Dialekt ulsterski: Cad é mar atá tú?
- Connacht: Cén chaoi a bhfuil tú?
- Dialekt munsterski: Conas taoi? lub Conas tánn tú?
- Forma standardowa: Conas atá tú?